# K.u.k. Dragonerregiment „Eugen Prinz von Savoyen“ Nr. 13

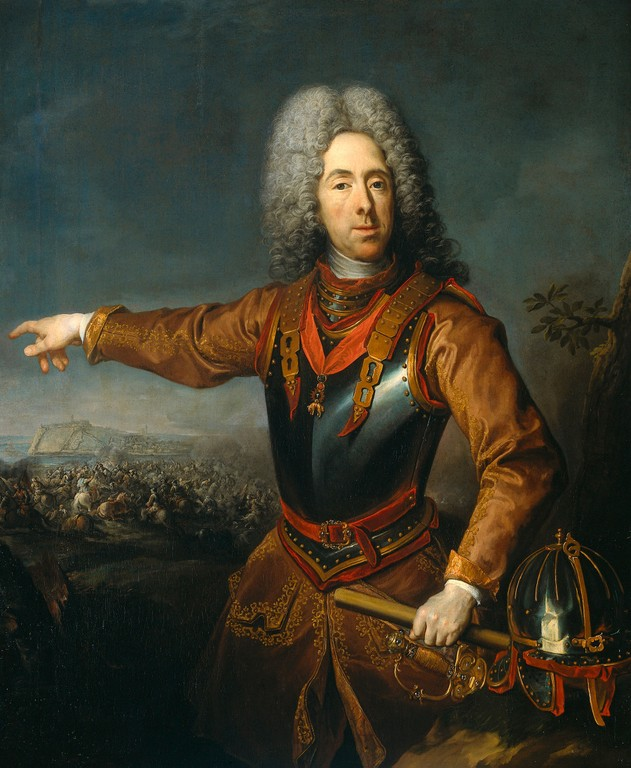
Immerwährender Oberstinhaber Dragonerregiment Nr. 13
FM Prinz Eugen

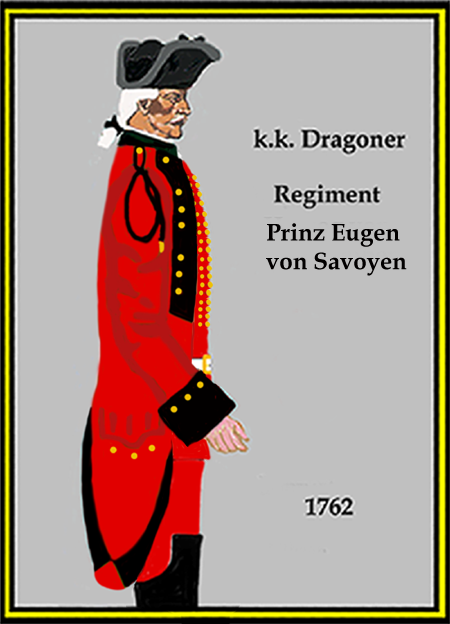
Dragoner 1762

Das Regiment wurde 1682 als Dragoner-Regiment Kuefstein für die kaiserlich-habsburgische Armee errichtet. Aus diesem entwickelte sich im Laufe der Zeit bis hin zur Gemeinsamen Armee innerhalb der Österreichisch-Ungarischen Landstreitkräfte das k.u.k. Dragonerregiment „Eugen Prinz von Savoyen“ Nr. 13.
1769 wurde dem Regiment in der neu errichteten Kavallerie-Rangliste die Bezeichnung Cavallerie-Regiment Nr. 9 zugeteilt. Der Name lautete jedoch bis 1798 weiterhin nach dem Regimentsinhaber (der nicht auch der Kommandant sein musste). Eine verbindliche Regelung der Schreibweise existierte nicht (zum Beispiel Regiment Graf Serbelloni – oder Regiment Serbelloni). Mit jedem Inhaberwechsel änderte das betroffene Regiment dann auch seinen Namen.
Nach der Änderung des Systems 1798 galt vorrangig die nummerierte Bezeichnung, die unter Umständen mit dem Namen des Inhabers verbunden werden konnte. Hierbei erfolgte zunächst die Umbenennung in Dragoner-Regiment (leichtes) Nr. 15.
Seit 1895 hatte das Regiment seinen Namen „auf immerwährende Zeit“ zu führen.
Des ungeachtet wurden im Jahre 1915 alle Ehrennahmen ersatzlos gestrichen. Das Regiment hieß von da an nur noch k.u.k. Dragonerregiment Nr. 13 (dies ließ sich in der Praxis jedoch nicht durchsetzen, einerseits weil sich niemand daran hielt, andererseits weil die sehr sparsame k.u.k. Militärverwaltung angeordnet hatte, zunächst alle noch vorhandenen Formulare und Stempel aufzubrauchen).

## Namensgleiche Verbände
- 1792–1802 führte das spätere Husarenregiment Nr. 16 die Bezeichnung Dragonerregiment Nr. 13.

## Formationsgeschichte
- 1682 Mit einem Patent von Kaiser Leopold I. begann der Obrist Graf Hans Heinrich von Kuefstein am 7. Februar in Schlesien mit der Aufstellung eines Dragoner-Regiments. Dazu wurden ihm 100 Reiter der aufgelösten Frei-Kompanie Arco überstellt.
- 1683 Eine Kompanie musste an das neu aufgestellte Dragoner-Regiment Julius Savoyen abgegeben werden.
- 1689 Eine von Feldmarschall-Lieutenant Max Starhemberg aufgestellte Dragoner Frei-Kompanie wurde in Philippsburg zugewiesen.
- 1694 Etwa 250 Mann des in kaiserliche Dienste übernommenen vormaligen Kurfürstlich-Mainzischen Dragoner-Regiments Leiningen eingegliedert.
- 1700 Teile des Dragoner-Regiment Glöckelsperg und vier Kompanien des Dragoner-Regiment Uhlefeld eingegliedert
- 1721 wurde das Regiment durch eine Kompanie des aufgelösten Dragoner-Regiment Battée aufgestockt.
- 1731 Teile der 1727 aufgestellten Auctions-Kompanie an die Regimenter Westerloo (Nr. 14), und Jörger abgegeben
- 1768 wurde die Grenadier-Kompanie an das neu aufgestellte 1. Carabinier-Regiment (später Dragoner-Regiment Nr. 3) abgegeben, dagegen eine Eskadron des aufgelösten Dragonerregiment Althann zugewiesen.
- 1769 Zuteilung der Kavallerie-Ranglistennummer 9
- 1798 Umwandlung in Leichtes Dragoner-Regiment Nr. 15
- 1802 Zuteilung der Majors-Division des aufgelösten Dragonerregiment Coburg. Umbenennung in Leichtes Dragoner-Regiment Nr. 5
- 1860 Umbenennung in Leichtes Dragonerregiment Nr. 1
- 1867 Umbenennung in Dragonerregiment Nr. 13

## Ergänzungsbezirke
- 1781 aus Ober- und Niederösterreich
- 1830 aus Böhmen
- 1853 Aus dem Ergänzungsbezirk des Infanterieregiments Nr. 28 (Prag)
- 1857–1860 Aus den Ergänzungsbezirken der Infanterieregimenter Nr. 18, 21, 36 und 42 (Königgrätz, Tschaslau, Jung-Bunzlau, Theresienstadt)
- 1860–1868 Aus den Ergänzungsbezirken der Infanterieregimenter Nr. 18, 21, 36, 42, 73 und 74 (Königgrätz, Tschaslau, Jung-Bunzlau, Theresienstadt, Eger und Jičín)
- 1868–1880 Aus den Ergänzungsbezirken der Infanterieregimenter Nr. 36 und 42
- 1880–1889 Aus den Ergänzungsbezirken der Infanterieregimenter Nr. 36 und 74.
- 1889 war das Reg. mit der Ergänzung an den Bereich des IX. Korps (Militär-Territorial-Bezirk Josephstadt) gewiesen.

### Friedensgarnisonen
| I. | II. | III. |
| --- | --- | --- |
| - 1698–1701 Pest-Piliser Komitat - 1714 Hildesheim - 1715–1716 Limburg - 1719 Gent - 1722 Courtrai - 1725 Hohenmauth - 1726 Linz - 1731 Lodi - 1732–1734 Wien - 1737 Neutra - 1740–1741 Werschetz, dann Kecskemét - 1748 Kecskemét - 1749 Szenográd (Senohrad) (Honter Komitat) - 1751 Mezö-Kövesd - 1753–1756 Tyrnau | - 1763 Czegléd - 1764 Apatin - 1765 Szent Maria (Bácska) - 1772–1778 Lugos - 1779–1788 Szász-Régen - 1791 Szász-Régen - 1794 Chełm - 1796 Rajowice - 1798–1804 Reps - 1804–1805 Wien - 1806 Moór, dann Jenikau (Jeníkov/Böhmen) - 1807–1808 Moór - 1809 Iharos-Berény (Iharosberény) - 1810–1813 Reps - 1814–1815 Vicenza | - 1815 Reps - 1831 Güns - 1840–1848 Reps - 1849 Klausenburg - 1851 Lugos - 1854 Nagy-Károly - 1855 Stuhlweissenburg, dann Güns - 1857–1859 Wien - 1859 Moór - 1865–1866 Wien - 1866 Enns - 1871 Brandeis - 1890 Wien - 1895 Landsberg - 1903 Stab+II.Div Klattau – I.DivKdo+2.Esk. Mies/1.Esk. Bischofteinitz/3.Esk. Staab |

## Regimentsinhaber
- 1682 Obrist Hans Heinrich Graf von Kuefstein (Dragoner-Regiment Kuefstein)
- 1683–1736 General-Lieutenant Eugen Franz Prinz von Savoyen, Graf von Soissons (Dragoner-Regiment Prinz von Savoyen) Das Regiment hat dann seinen Namen bis 1798 nicht mehr geändert
- 1737 Generalfeldwachtmeister Ferdinand Karl Graf von Aspremont-Lynden
- 1773 Generalmajor Carl Graf Richecourt und Ney
- 1781 Generalmajor Ferdinand Graf Tige
- 1798 Namensänderung in Leichtes Dragoner-Regiment Nr. 15
- 1811–1815 unbesetzt
- 1815 Feldmarschalleutnant Freiherr Johann Friedrich von Mohr
- 1847 Feldmarschalleutnant Franz Schlik zu Bassano und Weißkirchen (erhielt 1849 das Husaren-Regiment Nr. 4)
- 1849 Feldmarschalleutnant Friedrich Landgraf Fürstenberg
- 1866–1873 Feldmarschalleutnant Prokop Freiherr Dobrženský von Dobrženitz

### Regiments-Kommandanten
| I. | II. | III. |
| --- | --- | --- |
| - 1682 der Inhaber Graf Hans Heinrich von Kuefstein - 1683 Obristlieutenant (ad interim) Johann Christoph, Herzog von Holstein - 1683 der Inhaber Obrist (GFWM) Prinz Eugen von Savoyen - 1688 Obristlieutenant Graf Rindsmaul - 1699 Obristlieutenant Baron de Boussée - 1700 Obristlieutenant Carl Ludwig Chevalier Birago de Roccaviene - 1704 Obristlieutenant-Obrist Philipp La Marre - 1706 Obrist-GFWM Joseph Albert Graf Saint-Croix - 1711 Obrist Johann Anton Graf Locatelli - 1716 Obrist Marchese de Bonna - 1717 Obrist Andreas Graf Khevenhüller - 1723 Obrist Moriz Graf Philippi - 1733 Obrist Ferdinand Graf Aspremont-Linden - 1737 Obrist Johann Wenzel Freiherr Przichowsky von Przichowitz - 1739 Obrist Carl Anton Graf Gross - 1743 Obrist Adolph Freiherr von Lützow - 1751 Obrist Franz Anton von Hallweil - 1756 Obrist Joachim Pantaleon Graf Gourey | - 1758 Oberst Freiherr Johann Friedrich Alexander von Berlichingen - 1771 Oberstlieutenant Franz Lang von Ritterstern - 1771 Oberstlieutenant Carl Freiherr von Lilien - 1773 Oberst Leopold Longueval Graf von Buquoi - 1777 Oberst Carl Friedrich Graf Orlik von Laziska - 1781 Oberst Joseph Leonardo - 1789 Oberst Franz Janota von Janthal - 1793 Oberst Carl Graf Bey - 1797 Oberst Marcus Freiherr von Frossard - 1797 Oberst Malachias Hermann - 1805 Oberst Carl Graf Aichelburg - 1809 Oberst Franz Freiherr von Gabelkoven - 1815 Oberst Franz Graf Chorinsky - 1818 Oberst Franz Villata von Vilatburg - 1828 Oberst Franz Leibinger von Bundenthal - 1831 Oberst August Graf Bellegarde - 1837 Oberst Ferdinand Freiherr von Simbschen - 1845 Oberst Peter Freiherr von Rhemen | - 1849 Oberst Johann von Coppet - 1849 Oberst Ludwig Freiherr von Gablenz - 1850 Oberst Carl Graf Bigot de St. Quentin - 1857 Oberst Joseph Graf Gallenberg - 1858 Oberst Eugen von Schindlöcker - 1864 Oberst Carl Bernd - 1865 Oberst Ludwig Prinz Windisch-Graetz - 1869 Oberst Paul Clemens Fürst Metternich - 1875 Oberst Hugo Obauer - 1876 Oberst Alfred Berres Edler von Perez - 1881 Oberstlieutenant-Oberst Felix Freiherr von Pach zu Hansenheim und Hohen-Eppan - 1894 Oberst Johann Graf Nostitz-Rieneck - 1895 Oberst Eduard von Löffler - 1900 Oberstlieutenant-Oberst Walter von Sagburg zu Pfefferslehensegg, Gösslheimb und Gallo di Escalada - 1906 Oberst Gustav Ritter von Urban - 1910 Oberst Albert Freiherr Abele von und zu Lilienberg - 1914 Oberst Paul Ritter Regner von Bleyleben |

## Gefechtskalender

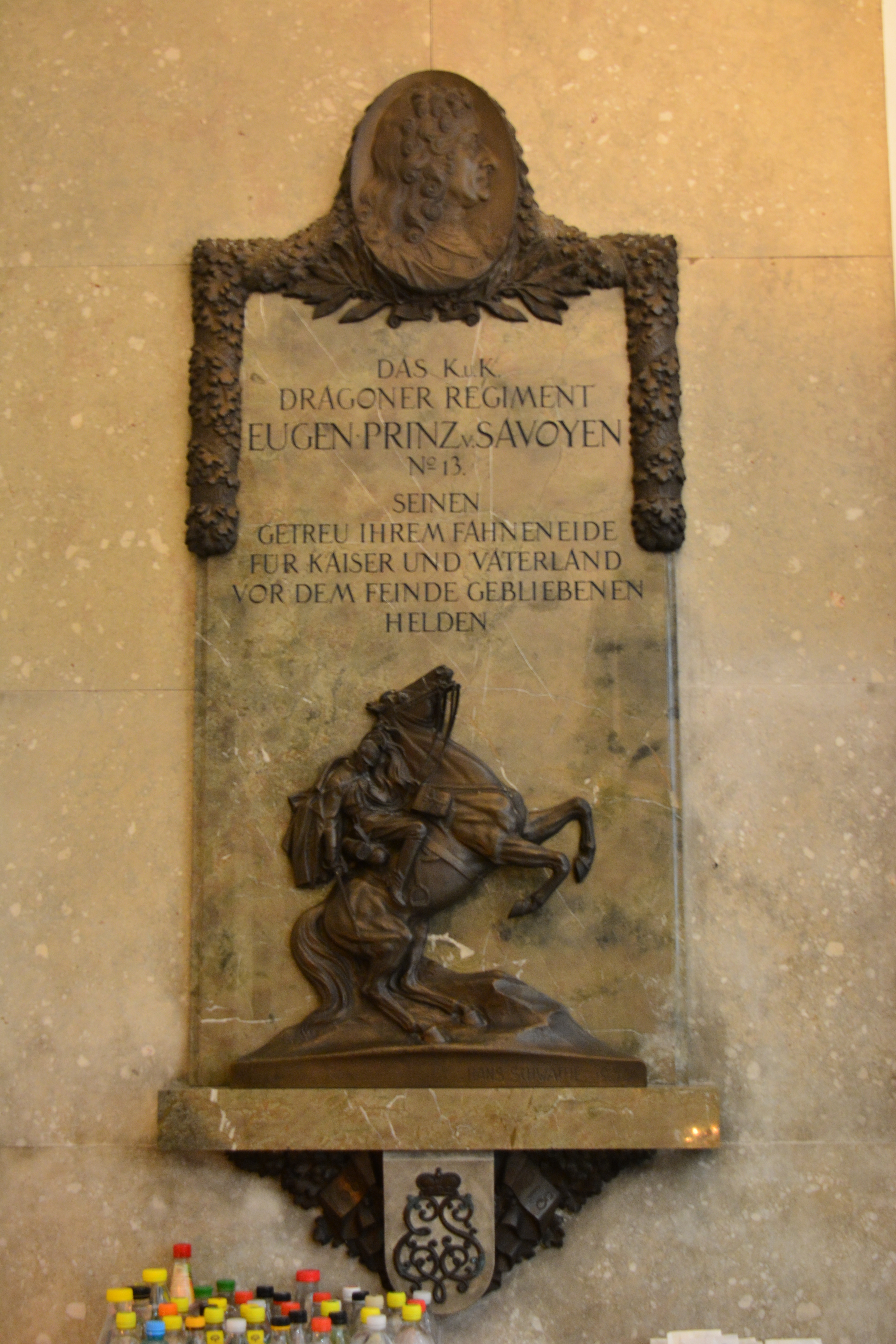
Gedenktafel in der Kapuzinerkirche in Wien

- 1682 Im Korps Schulz in Schlesien ohne Gefechtstätigkeit

Großer Türkenkrieg
- 1683 Fünf Kompanien wurden zur Hauptarmee detachiert. Gefechte bei Pressburg und am Bisamberg. Schlacht am Kahlenberg, Gefecht bei Párkány
- 1684 Kämpfe bei Waitzen. Zur Belagerungstruppe vor Belagerung von Ofen abgeordnet mit Gefechten bei Szent-Endre und Hanzsabék
- 1685 Kämpfe vor Neuhäusel. Später Kämpfe bei Gran und bei der Einnahme von Fünfkirchen. (Prinz Eugen drang an der Spitze der abgesessenen Dragoner in den Ort ein.)
- 1687 Kämpfe in der Schlacht am Berg Harsányi
- 1688 Bei der Belagerung und Einnahme von Belgrad wird der Regimentsinhaber Prinz Eugen schwer verwundet

Pfälzischer Erbfolgekrieg
- 1689 Bei der Belagerung der Festung Mainz
- 1690 Abmarsch nach Piemont. Scharmützel bei Marsaglia
- 1691 Belagerung von Carmagnola
- 1692 Feldzug in die Provence
- 1693 Schlacht bei Marsaglia
- 1694–1696 Keine Gefechtstätigkeiten, ausgenommen ein Detachement, das an der Belagerung von Pinerolo teilnahm

Großer Türkenkrieg
- 1696 Verlegung nach Ungarn
- 1697 Eine Abteilung im Gefecht bei Titel, das Regiment kämpfte in der Schlacht bei Zenta
- 1698 Gefechte bei Temesvár, Zug und Arad

Spanischer Erbfolgekrieg
- 1701 Verlegung nach Italien mit Gefechten bei Carpi und Chiari, einzelne Abteilungen führten Streifzüge durch
- 1702 Schlacht bei Luzzara
- 1703 Eine Eskadron unter Hauptmann Graf Hamilton zeichnete sich im Gefecht bei Nogara aus. Das Regiment war dem Korps Starhemberg zugeteilt und rückte vom Po nach Piemont
- 1704 Gefechte bei Stradella, Castelnuovo di Bermida und Trino
- 1705 Schlacht bei Cassano. Feldlager des Regiments bei Chivasso
- 1706 Regiment im Gefecht bei Saluzzo. Drei Eskadronen kämpften bei Calcinato und rückten dann nach Piemont, wo sie sich mit dem Regiment vereinigten. Schlacht bei Turin
- 1707 Feldzug in die Provence

Aufstand von Franz II. Rákóczi
- 1708 Verlegung nach Ungarn
- 1709 Gefecht bei Mindszent
- 1710 Gefecht bei Romhány

Spanischer Erbfolgekrieg
- 1712 Verlegung in die Niederlande. Keine Gefechtstätigkeit.
- 1713 Patrouillen- und Sicherungsdienste in Deutschland

Venezianisch-Österreichischer Türkenkrieg
- 1716 Verlegung nach Ungarn, bei der Belagerung von Temesvár
- 1717 Kämpfe bei Belgrad
- 1721 Drei Kompanien wurden zur Unterdrückung von Unruhen in das Erzstift Salzburg kommandiert

Polnischer Thronfolgekrieg
- 1734 Patrouillen- und Sicherungsdienste am Rhein, ohne Aktion
- 1735 Abgestellt zum Mosel-Korps, Gefecht bei Clausen
- 1737 Patrouillen- und Sicherungsdienste ohne Aktion

Russisch-Österreichischer Türkenkrieg (1736–1739)
- 1738 Gefechte bei Kornia und Mehadia
- 1739 Große Verluste in der Schlacht bei Grocka

Österreichischer Erbfolgekrieg
- 1741 Zur Armee Khevenhüller in Oberösterreich abgestellt
- 1742 Gefecht vor Linz. Vorübergehend nach Böhmen verlegt, um später nach Italien kommandiert zu werden
- 1743 Patrouillen- und Sicherungsdienste in Italien
- 1744 Feldzug nach Neapel. Kämpfe bei Velletri
- 1745 Patrouillen- und Sicherungsdienste. Keine Gefechtstätigkeit.
- 1746 Schlacht bei Piacenza und Gefecht bei Rottofreno
- 1747–1748 Patrouillen- und Sicherungsdienste. Keine Gefechtstätigkeit.

Siebenjähriger Krieg
- 1757 Schlacht bei Kolin. Ein Detachement nahm am Zug Hadiks nach Berlin teil.
- 1758 In der Reichsarmee am Gefecht bei Eulenburg beteiligt
- 1759 Ein Detachement im Gefecht bei Herzfeld. Das Regiment wurde bei Tanne in ein Scharmützel verwickelt und erlitt bedeutende Verluste. Später Gefecht bei Meißen. In den Kämpfen bei Maxen stand das Regiment bei der Reserve.
- 1760 Zunächst Patrouillen- und Sicherungsdienste bei der Hauptarmee. Bedeutende Verluste in der Schlacht bei Torgau.
- 1761 Patrouillen- und Sicherungsdienste. Keine Gefechtstätigkeit (Schlesien und Sachsen)
- 1762 Zunächst in der Hauptarmee Patrouillen- und Sicherungsdienste. Keine Gefechtstätigkeit. Danach mit der Reichsarmee im Feldzug nach Franken. Ein Detachement war zur Verteidigung von Schweidnitz abgestellt.

Bayerischer Erbfolgekrieg
- 1778–1779 Patrouillen- und Sicherungsdienste in Mähren. Keine Gefechtstätigkeit.

Russisch-Österreichischer Türkenkrieg (1787–1792)
- 1788 Einzelne Abteilungen des Regiments waren an Kämpfen an den Grenzpässen Siebenbürgens beteiligt.
- 1789 Gefecht bei Porcenj (Waidenj), die Majors-Division wurde später in die Walachei abkommandiert
- 1790 Gefecht der Oberstlieutenants-Division bei Kalafat. Später verlegte das Regiment inklusive der Chevauxlegers-Division an die unteren Aluta

Koalitionskriege
- Keine aktive Teilnahme
- 1792–1801 zur Deckung Siebenbürgens nach dort abgestellt
- 1794 Anlässlich der 2. Teilung Polens rückten die Oberst- und Majors Divisionen zu dem zu Sicherung von Galizien an der Weichsel versammelten Korps und verblieb bis 1797 in dem neuerworbenen Westgalizien. In diesem Jahr wurde die Oberst-Division zu dem bei Wien versammelten Reservekorps beordert und verlegte später nach Innerösterreich. Die Majors-Division wurde zum Schutze gegen räuberische Einfälle türkischer Freischärler in die Bukowina abkommandiert. Einzelne Detachements führten dort Scharmützel und Grenzgefechte.
- 1800 Die Oberstlieutenant-Division wurde zu der in Ungarn gebildeten Reserve-Armee abgestellt. Keine Gefechtstätigkeit.
- 1805 Patrouillen- und Sicherungsdienste auf dem Kriegsschauplatz in Italien. Keine Gefechtstätigkeit.
- 1809 Kämpfe mit der Armee des Erzherzog Johann bei Pordenone und Fontana – Fredda. Bedeutende Verluste bei den Rückzugsgefechten nach der Schlacht an der Piave Abteilungen im Gefecht bei Windisch-Feistritz (Slovenska Bistrica), bei der Einnahme von Graz, und im Gefecht bei Leoben. Die Reserve-Eskadron focht bei Raab

Befreiungskriege
- 1813 Patrouillen- und Sicherungsdienste in Innerösterreich. Keine Gefechtstätigkeit
- 1814 Schlacht am Mincio

Herrschaft der Hundert Tage
- 1815 Ohne Gefechtstätigkeit in Südfrankreich

Revolution von 1848/1849 im Kaisertum Österreich
- 1848 Kampfhandlungen in Siebenbürgen: Detachements nahmen – den verschiedenen Brigaden zugeteilt – an einer Reihe von Gefechten teil (Marosvásárhely, Einnahme von Klausenburg, Gefechte bei Csucsa, Deés, Kopolna, bei der Unterwerfung des Szekler Distriktes). Die 2. Majors-Eskadron, anfangs im Norden Siebenbürgens eingesetzt, war später in der Brigade Stutterheim gegen das Burzenland zugeteilt. Einzelne Abteilungen führten Gefechte bei Köpecz (Căpeni), Hídvég (Hăghig), Marienburg und Tartlau.
- 1849 Sechs Züge der Oberstlieutenant-Division kämpften bei Gálfalva, Hermannstadt, Stolzenburg, Salzburg und Mühlbach. Nach der Vereinigung mit der Majors-Division, welche bis dahin dem Korps Heydte zugeteilt war und das Gefecht bei Honigberg geführt hatte, kämpften diese Abteilungen bei Kiskapus und Mediasch. Anschließend nahmen sie am Rückzug in die Walachei teil und führten Gefechte bei Zeiden und der Frecker Brücke. Bei der darauffolgenden Offensive kämpfte das Regiment bei Szemerja und Tusnád. Die in der Bukowina stehenden Abteilungen nahmen an dem Gefecht bei Bayerdorf und dem Scharmützel bei Maroseni teil. Im Sommerfeldzug standen diese im Verband der russischen Armee unter General-Lieutenant Grotenhjelm und kämpften bei Tiha (Tiha-Bârgăului), Wallendorf, Bistritz, Szászrégen, Bánffyhunyad und Csucsa.

Sardinischer Krieg
- 1859 Teilnahme an der Schlacht von Solferino

Deutscher Krieg
- 1866 Fünf Eskadronen zur leichten Kavallerie-Division Edelsheim in der Nordarmee abgestellt. Kämpfe bei Sychrov, Gitschin, in der Schlacht bei Königgrätz, bei Znaim und bei Jetzelsdorf im Kavallerie-Gefecht

Erster Weltkrieg
Im Ersten Weltkrieg sahen sich die Dragoner den unterschiedlichsten Verwendungen ausgesetzt. Sie kämpften zunächst im Regimentsverband kavalleristisch, wurden aber auch auf allen Kriegsschauplätzen infanteristisch verwendet.

## Verbleib
Nach der Proklamation der Tschechoslowakei als eigenständiger Staat im Oktober 1918 wurden die tschechischstämmigen Soldaten von der Interimsregierung aufgerufen, die Kampfhandlungen einzustellen und nach Hause zurückzukehren. In der Regel wurde dieser Aufforderung von der tschechischen Mannschaft des Regiments Folge geleistet. (Staatsrechtlich galt das auch für die deutsch-böhmischen Soldaten, da sie jetzt plötzlich tschechoslowakische Staatsbürger waren. Inwieweit sie dieser Aufforderung nachgekommen sind, ist nicht mehr nachvollziehbar, dürfte jedoch eher die Ausnahme gewesen sein.) Aus den zurückgekehrten deutschösterreichischen Dragonern wurde nach Kriegsende der Stamm des Regiments aufrechterhalten. Es führte nunmehr die Bezeichnung Dragoner-Regiment „Prinz Eugen von Savoyen“ Nr. 1.
Nach dem Anschluss Österreichs an das Deutsche Reich wurde das Regiment 1938 aufgelöst und aus dem Personal ein Teil des Kavallerie-Regiments 11 der deutschen Wehrmacht gebildet.

## Verbandszugehörigkeit und Status im Juli 1914
VIII. Korps – 1. Kavalleriebrigade
Nationalitäten: 51 % Tschechen – 48 % Deutsche – 1 % Verschiedene
Regimentssprache: Tschechisch und Deutsch

## Adjustierung
1736: roter Rock, schwarze Aufschläge
1757: blauer Rock, rote Aufschläge
1765: roter Rock, schwarze Aufschläge, gelbe Knöpfe
1767: weißer Rock, schwarze Egalisierung, weiße Hose, gelbe Knöpfe
- Als Dragoner Regiment Nr. 15

1798: dunkelgrüner Rock, schwarze Egalisierung, weiße Hosen, gelbe Knöpfe
- Als Dragoner Regiment Nr. 5

1802: weißer Rock, stahlgrüne Egalisierung, weiße Hosen, weiße Knöpfe
1850: weißer Waffenrock, stahlgrüne Egalisierung, lichtblaue Pantalons, weiße Knöpfe
- Als Dragoner Regiment Nr. 1

1860: dunkelgrüner Waffenrock und Pantalons, scharlachrote Egalisierung, weiße Knöpfe
- Als Dragoner Regiment Nr. 13

1868: lichtblauer Waffenrock, krapprote Egalisierung und Stiefelhosen, weiße Knöpfe

## Gliederung
Ein Regiment bestand in der Österreichisch-Ungarischen Kavallerie in der Regel ursprünglich aus drei bis vier (in der Ausnahme auch mehr) Divisionen. (Mit Division wurde hier ein Verband in Bataillonsstärke bezeichnet. Die richtige Division wurde Infanterie- oder Kavallerie-Truppendivision genannt.) Jede Division hatte drei Eskadronen, deren jede wiederum aus zwei Kompanien bestand. Die Anzahl der Reiter in den einzelnen Teileinheiten schwankte, lag jedoch normalerweise bei etwa 80 Reitern je Kompanie bzw. 160 Reitern je Eskadron.
(Bei der, durch Kaiser Joseph II. begonnenen Heeresreform war die Kompaniegliederung innerhalb der Kavallerie aufgegeben worden.)
Die einzelnen Divisionen wurden nach ihren formalen Führern benannt:
- die 1. Division war die Oberst-Division
- die 2. Division war die Oberstlieutenant (Oberstleutnant)-Division
- die 3. Division war die Majors-Division
- die 4. Division war die 2. Majors-Division
- die 5. Division (soweit vorhanden) war die 3. Majors-Division

Im Zuge der Heeresreform wurden die Kavallerie-Regimenter ab 1860 auf zwei Divisionen reduziert.
Bedingt durch die ständige Umbenennung sind die Regimentsgeschichten der österreichisch-ungarischen Kavallerie nur sehr schwer zu verfolgen. Hinzu kommt die ständige und dem Anschein nach willkürliche, zum Teil mehrfache Umklassifizierung der Verbände (zum Beispiel: K.u.k. Böhmisches Dragoner-Regiment „Fürst zu Windisch-Graetz“ Nr. 14).